# Guglielmo I di Bellême
Guglielmo I in francese: Guillaume Ier de Bellême (970 circa – 1031) è stato un nobile normanno, signore di Bellême e poi signore d'Alençon.

## Origine
Guglielmo, secondo il monaco cristiano e scrittore, normanno, Guglielmo di Jumièges, nel suo Historiae Normannorum scriptores antiqui, era figlio del Signore di Bellême, Yves I de Bellême e della moglie, Godehildis, come conferma il Cartulaire de Marmoutier pour le Perche.

## Biografia
Guglielmo, alla morte del padre, Ivo, gli succedette nella signoria di Bellême.
Ancora secondo il Cartulaire de Marmoutier pour le Perche, dopo la morte del padre, Ivo, Guglielmo e la madre, Godehildis, fecero una donazione alla chiesa di Notre Dame, fondata da Ivo; sempre secondo il Cartulaire de Marmoutier pour le Perche, con la madre, Godehildis, Guglielmo fece molte altre donazioni a chiese ed abbazie varie.
Secondo le Europäische Stammtafeln, vol III cap. 636 (non consultate), Guglielmo fondo la chiesa di Notre-Dame-sur-l'Eau (in francese Église Notre-Dame-sur-l'Eau).

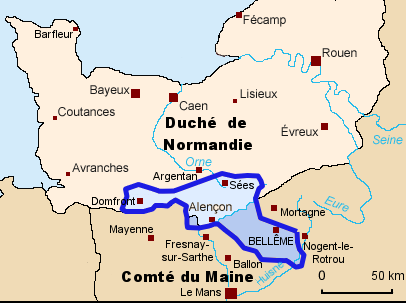
Signorie di Bellême e d'Alençon

Secondo il Extrait de la Chronique Manuscrite de Normandie, Guglielmo aveva ricevuto la signoria del castello d'Alençon dal duca di Normandia; molto probabilmente lo aveva ricevuto da Riccardo il Buono, detto anche Riccardo l'Irascible, oppure dal figlio, Riccardo III.
Nel 1010 Guglielmo I di Bellême, costrui nella città di Domfront il primo castello, formato da "quattro grandi torri con fossati profondi scavati nella roccia".
Nel periodo che era duca di Normandia, Riccardo III (1026 - 1028), secondo il Cartulaire de Marmoutier pour le Perche, Guglielmo fondò la chiesa di san Leonardo di Belleme.
Alla morte di Riccardo III, causa veleno, secondo il monaco e cronista inglese, Orderico Vitale, (Richardus III veneno, non plene biennio peracto, periit), come duca di Normandia, gli succedette il fratello Roberto il Magnifico, detto anche Roberto il Diavolo, conte di Hiesmois, come conferma ancora Orderico Vitale.
Secondo il Extrait de la Chronique Manuscrite de Normandie, Guglielmo si rifiutò di obbedire a Riccardo, che lo convocò; Guglielmo rifiutò e Riccardo si presentò davanti al castello d'Alençon e lo conquistò; allora Guglielmo gli si presentò a piedi nudi, con una sella sulle spalle, facendo atto di sottomissione: Riccardo, a tal vista lo perdonò. Questo avvenimento viene ricordato anche da Guglielmo di Jumièges e nella Histoire des Normands.
Ancora secondo il Extrait de la Chronique Manuscrite de Normandie, Guglielmo, nonostante avesse ottenuto il perdono, rimase ostile a Roberto e spinse i figli, Folco e Roberto ad attaccare il duca, Roberto; ma nella battaglia del Blavon, subirono una sconfitta e Folco fu ucciso da un colpo di lancia, mentre Roberto ferito, riuscì a fuggire, mentre i loro uomini furono in gran parte uccisi; questi avvenimenti sono raccontati anche nella Histoire des Normands. Questo avvenimento viene ricordato anche da Guglielmo di Jumièges, che precisa che la battaglia si svolse al salto del Blavon e, che, appresa la notizia, poco dopo, Guglielmo morì.
Alla morte di Guglielmo, essendo morti i primi tre figli, gli succedette il quartogenito Guglielmo Talvas:

## Discendenza
Secondo il Extrait de la Chronique Manuscrite de Normandie, Guglielmo aveva sposato Matilde di Condé-sur-Noireau, pare discendente da Ganelone. Guglielmo da Matilde ebbe cinque figli:
- Guerino di Domfront  († 1026), elencato come primogenito da Guglielmo di Jumièges [15][18], morto in circostanze misteriose; secondo il Extrait de la Chronique Manuscrite de Normandie[11]
- Folco († 1030 circa), elencato come secondogenito da Guglielmo di Jumièges[15], morto in battaglia[11]
- Roberto I di Bellême († 1031 circa), elencato come terzogenito da Guglielmo di Jumièges[15], continuò a combattere il duca Roberto I, trovando la morte[11]
- Guglielmo († 1052 circa), elencato come quartogenito da Guglielmo di Jumièges[15], che succedette al padre nelle sue signorie[11]
- Yves vescovo di Séez († 1070)[19] citato dalle Europäische Stammtafeln[9], vol III cap. 636[10].

Guglielmo da un'amante di cui non si conoscono né il nome né gli ascendenti ebbe un figlio:
- Sigfrido, citato nel documento no. 548 del Cartulaire de Saint-Vincent du Mans (Seginfredo filio Willelmi de Bellisimo)[20].

### Fonti primarie
- (LA)  Cartulaire de Marmoutier pour le Perche.
- (LA)  Cartulaire de l'abbaye de Saint-Vincent du Mans.
- (FR)  Recueil des historiens des Gaules et de la France. Tome 11.
- (LA)  Historiae Normannorum scriptores antiqui.
- (LA)  Ordericus Vitalis, Historia Ecclesiastica, vol. unicum.

### Letteratura storiografica
- (FR)  Histoire des Normands / par Guillaume de Jumièges.